# (20450) Marymohammed
(20450) Marymohammed (1999 JJ111) – planetoida z pasa głównego asteroid okrążająca Słońce w ciągu 3,54 lat w średniej odległości 2,32 j.a. Odkryta 13 maja 1999 roku.